# Arthur Nikisch

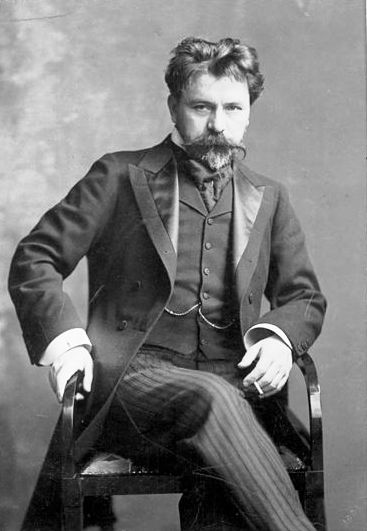
Arthur Nikisch im Jahre 1901

Arthur Nikisch (ungarisch: Artúr Nikisch; * 12. Oktober 1855 in Mosonszentmiklós (Lébényi Szent-Miklós); † 23. Januar 1922 in Leipzig) war ein ungarischer Dirigent. Er galt als hervorragender Interpret der Werke Anton Bruckners und Pjotr Iljitsch Tschaikowskis.

## Leben

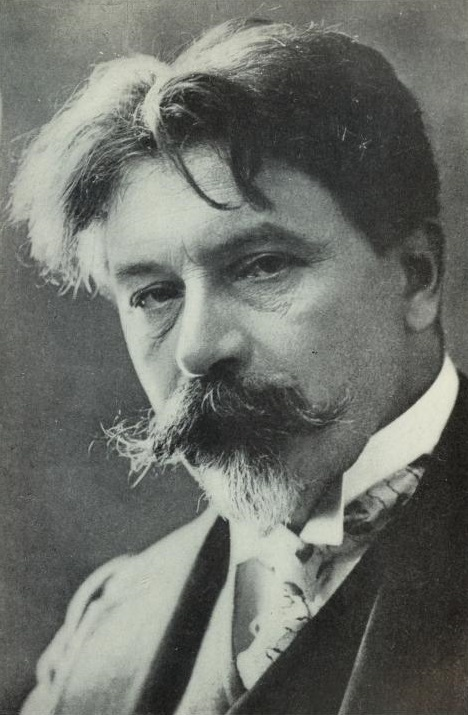
Arthur Nikisch (um 1912)

Nikisch hatte einen schlesischen Vater und eine aus Wien stammende Mutter. Er studierte am Konservatorium von Wien Violine und Klavier und überdies Komposition bei Felix Otto Dessoff. Zwischen 1872 und 1877 wirkte er zunächst als Geiger in verschiedenen Orchestern, u. a. dem Wiener Hofopernorchester (= Wiener Philharmoniker). Von 1878 bis 1889 war er 1. Kapellmeister des Leipziger Stadttheaters. Sein 2. Kapellmeister (1886–1888) war Gustav Mahler. Am 30. Dezember 1884 dirigierte Nikisch die Uraufführung von Bruckners 7. Sinfonie am Leipziger Neuen Theater.
Nikisch heiratete im Juli 1885 die Schauspielerin Amélie Heussner. Ihre Kinder waren der spätere Rechtswissenschaftler Arthur Philipp Nikisch, Käthe Nikisch (Wollgandt), die spätere Schauspielerin Nora Nikisch (Schindler) und der spätere Pianist, Komponist und Bandleader Mitja Nikisch.
Nach Aufenthalten in Boston (Chefdirigent des Boston Symphony Orchestra) und Budapest (Direktor der Königlichen Ungarischen Oper) wurde er im Jahr 1895 in Nachfolge von Carl Reinecke Gewandhauskapellmeister in Leipzig; er führte dieses Amt bis zu seinem Tode. Ebenfalls wurde er im Herbst 1895 zum Chefdirigenten der Berliner Philharmoniker berufen. Unter seiner Leitung nahmen sie 1913 als erste eine komplette Tonaufnahme einer Sinfonie auf, der 5. Sinfonie von Beethoven.
Von 1902 bis 1907 war er Rektor des Leipziger Konservatoriums und 1905/1906 Direktor der Leipziger Oper.
Im Februar 1906 spielte er für das Reproduktionsklavier Welte-Mignon als Pianist vier von Brahms’ Ungarischen Tänzen auf Klavierrolle ein (Nr. 1, 4, 5 und 6), sowie eine Valse lente aus Léo Delibes’ Ballett Coppélia.
Im Zusammenwirken mit dem musikalischen Leiter des Arbeiter-Bildungsinstituts Leipzig, Barnet Licht (1874–1951), ermöglichte er ab 1915 die Veranstaltung von Konzerten im Gewandhaus, die die Arbeiter für 60 Pfennige besuchen konnten.
Auf diese Zusammenarbeit geht auch die Tradition des Leipziger Gewandhausorchesters zurück, an Silvester die 9. Sinfonie von Ludwig van Beethoven aufzuführen. Nikisch dirigierte sie am 31. Dezember 1918, dem ersten Jahreswechsel nach dem Ersten Weltkrieg, im Krystallpalast in Leipzig. Das Konzert begann um 23 Uhr, damit das neue Jahr mit dem Schlusschor auf Schillers Ode an die Freude eingeleitet wurde.
Nikisch war ein guter Freund Alexander Frommermanns (1856–1924), des Vaters von Harry Frommermann (1906–1975), der 1927 die Comedian Harmonists gründete. Nikisch unterrichtete den kleinen Harry ab 1910 für einige Jahre am Klavier.

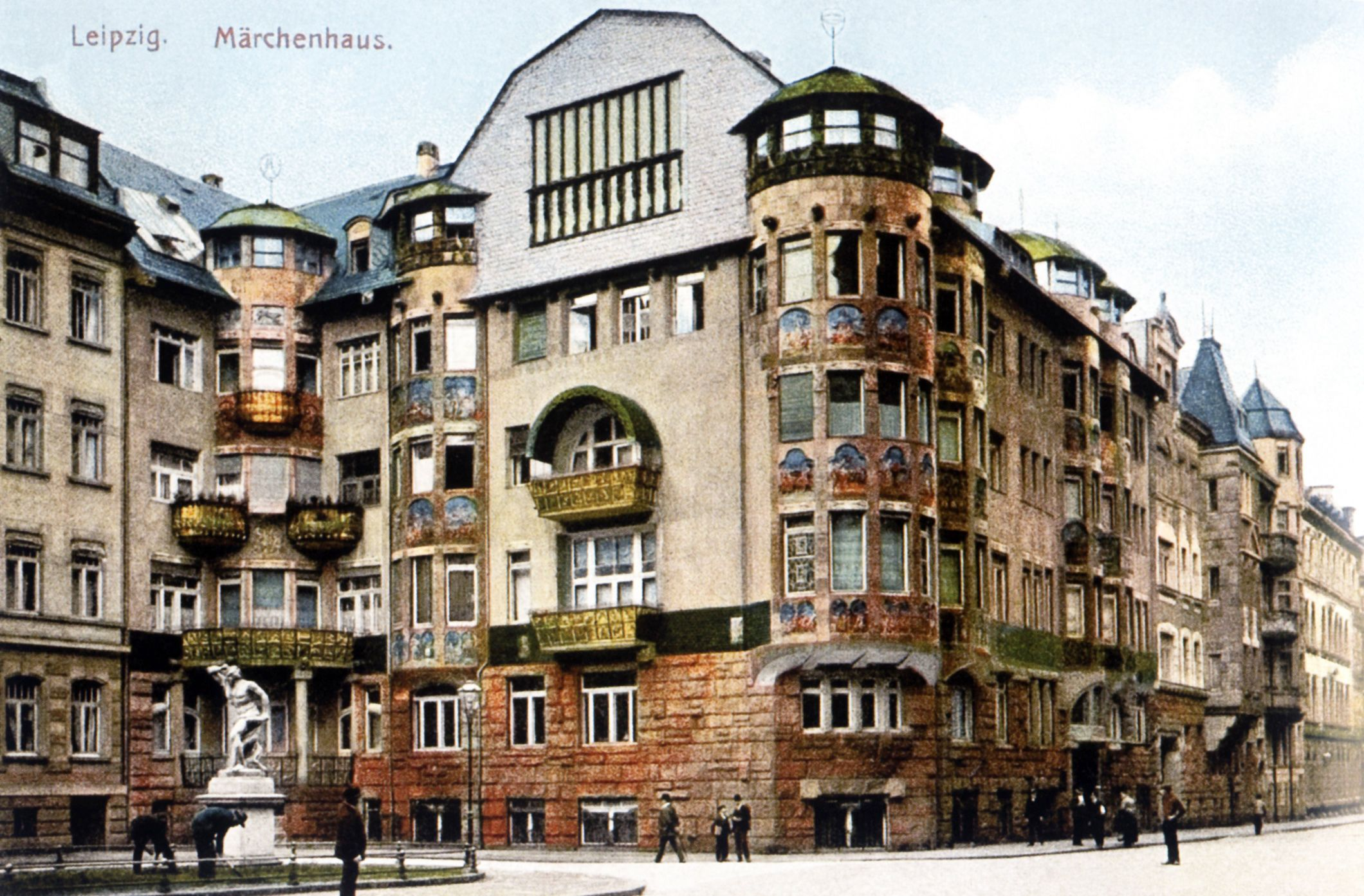
Märchenhaus (um 1910)
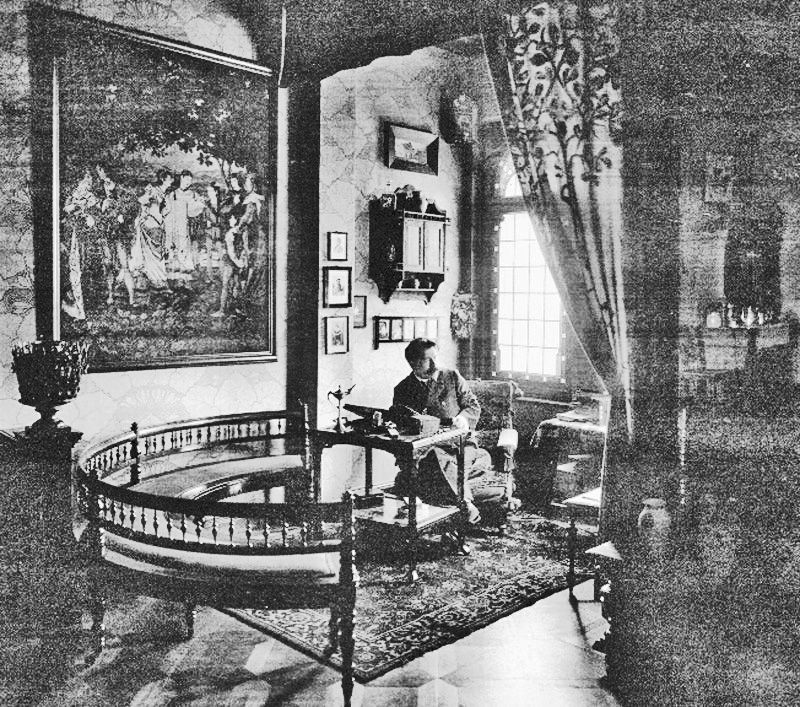
Nikisch in seiner Wohnung im Märchenhaus (um 1915)
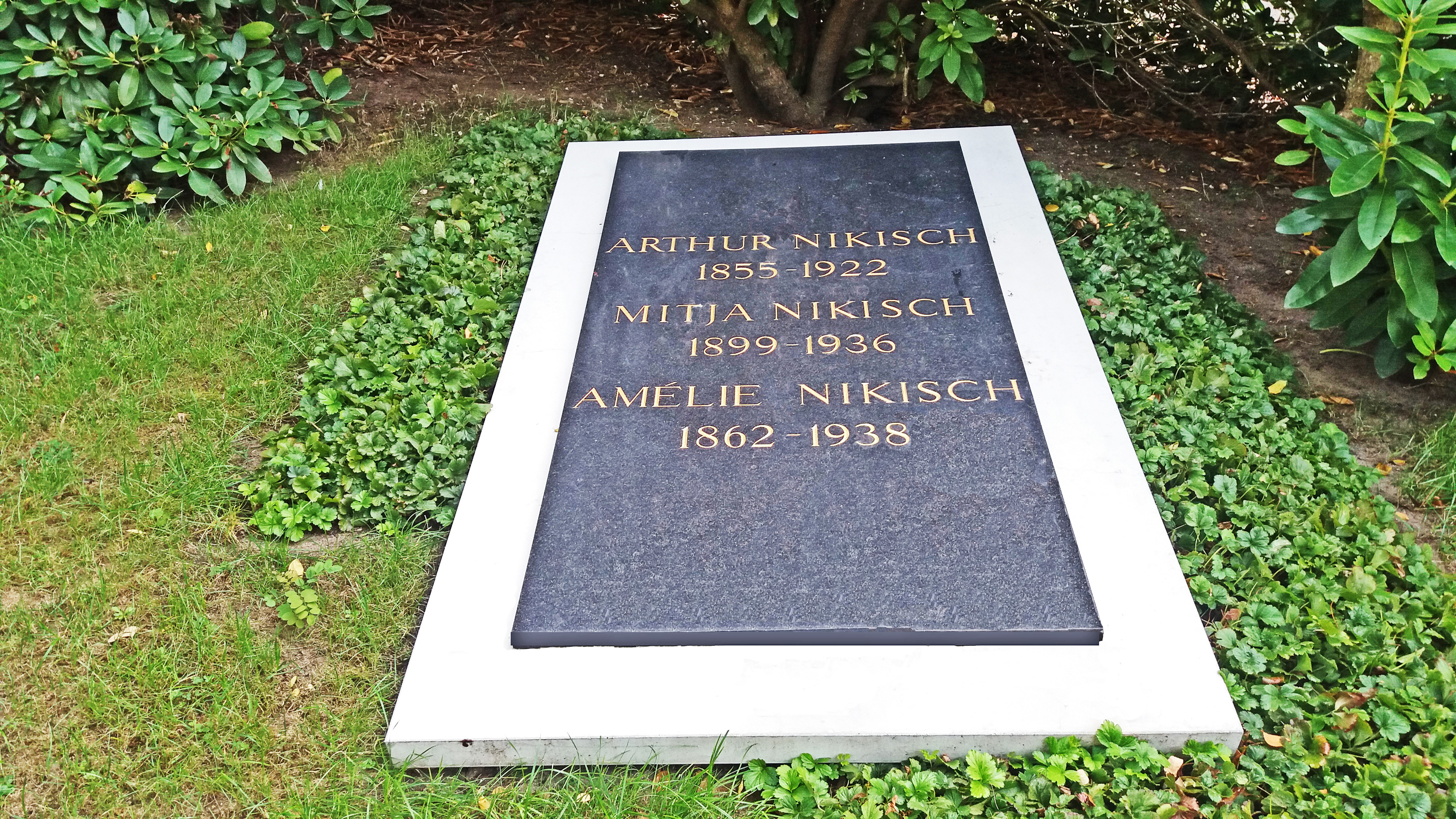
Grabstätte Arthur Nikisch und Angehörige (2011)

Abgesehen von seinen Auslandsaufenthalten in Boston (1889–1893) und Budapest (1893–1895) hatte Nikisch in Leipzig zwischen 1878 und 1907 sechs verschiedene Wohnadressen, zumeist in Zentrumsnähe. Seine letzten Lebensjahre von 1908 bis 1922 verbrachte er im sogenannten Märchenhaus, Thomasiusstraße 28. Dieses 1908 fertiggestellte und im Zweiten Weltkrieg zerstörte Gebäude wurde vorzugsweise von Künstlern bewohnt.
Am 23. Januar 1922 starb Nikisch im Alter von 66 Jahren in Leipzig. Seine sterblichen Überreste wurden auf dem Leipziger Südfriedhof beigesetzt (II. Abteilung).
Die Maler Anton Klamroth (1860–1929), Ernst Oppler (1867–1929), Robert Sterl (1867–1932), John Phillip (1872–1938) und Hermann Struck (1876–1944) porträtierten Arthur Nikisch.

Künstlerische Porträts
Arthur Nickisch, Pastell von Anton Klamroth (1896)
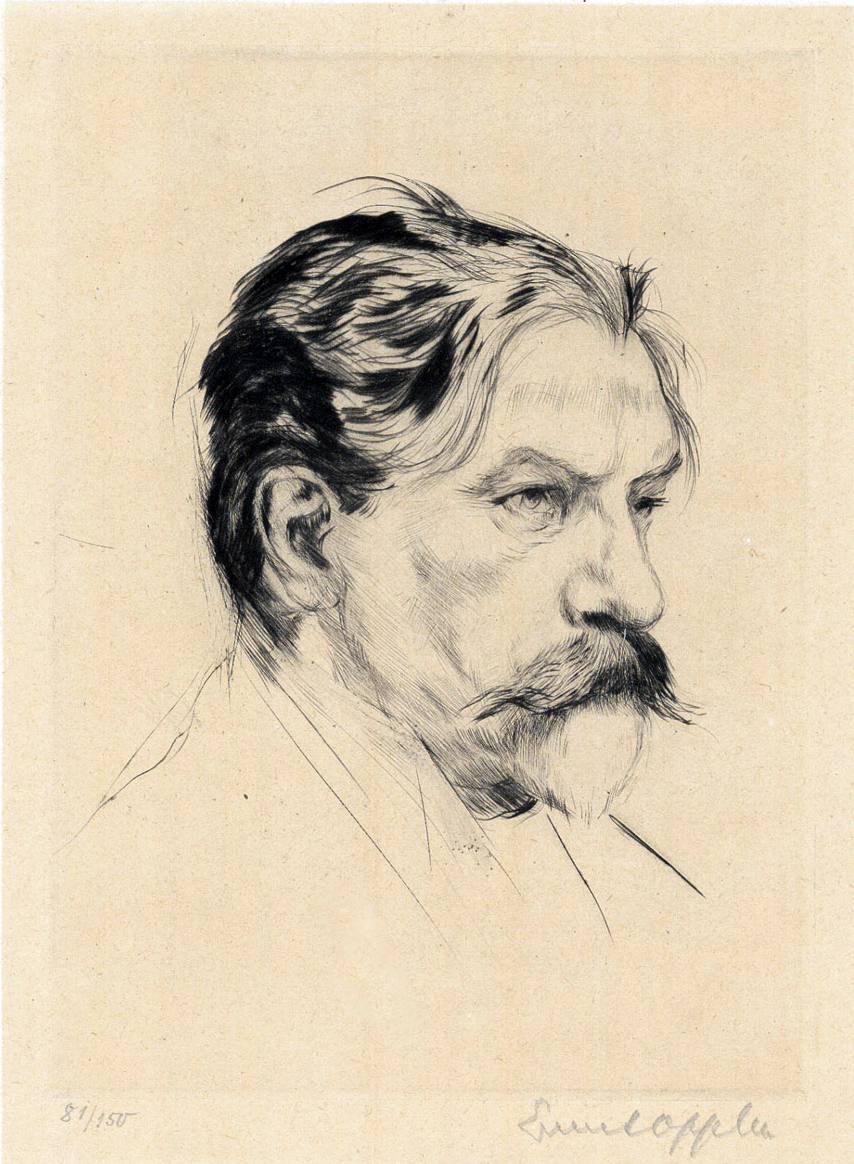
Arthur Nikisch, Radierung von Ernst Oppler
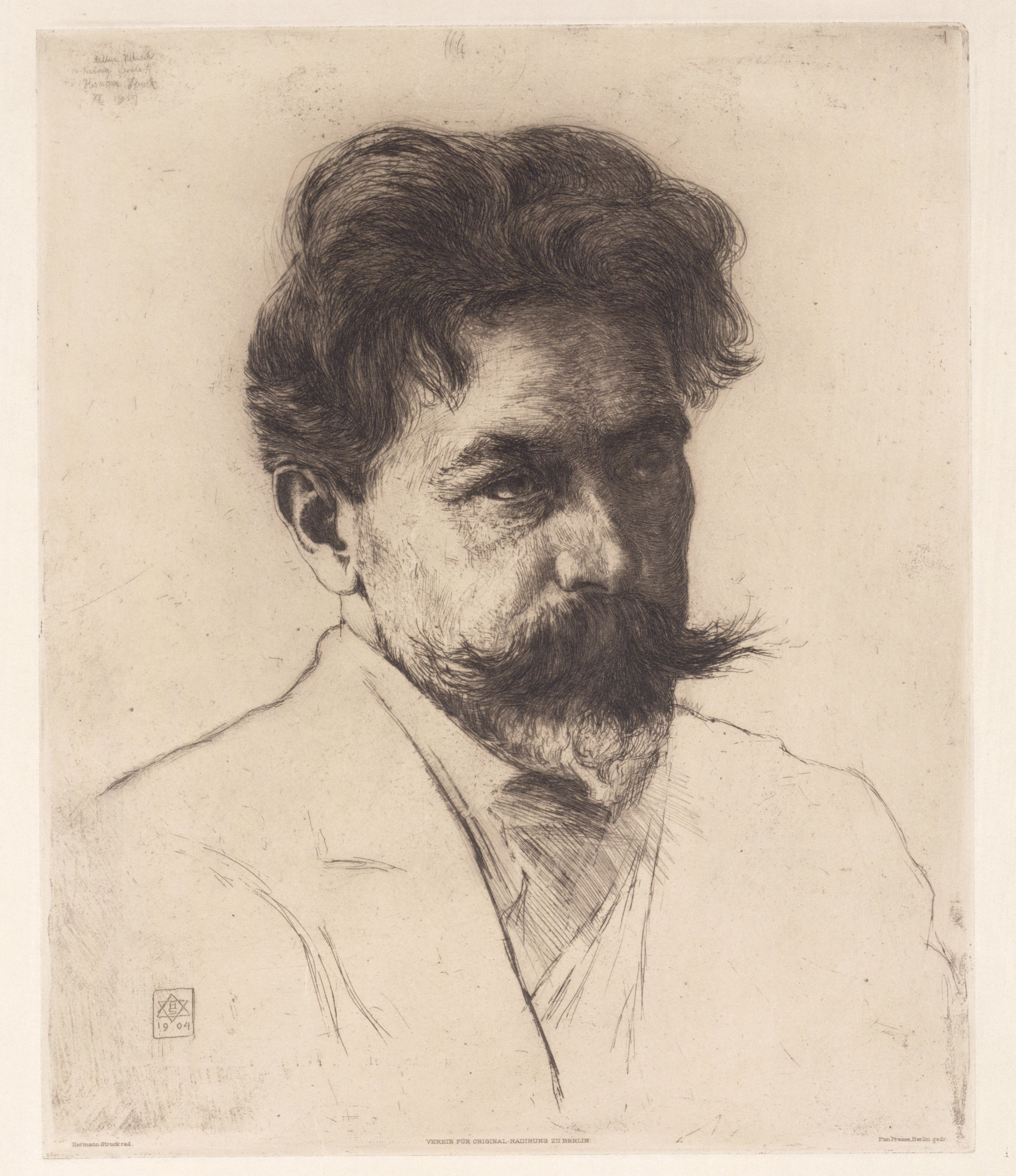
Porträt Arthur Nikisch von Hermann Struck (1904)
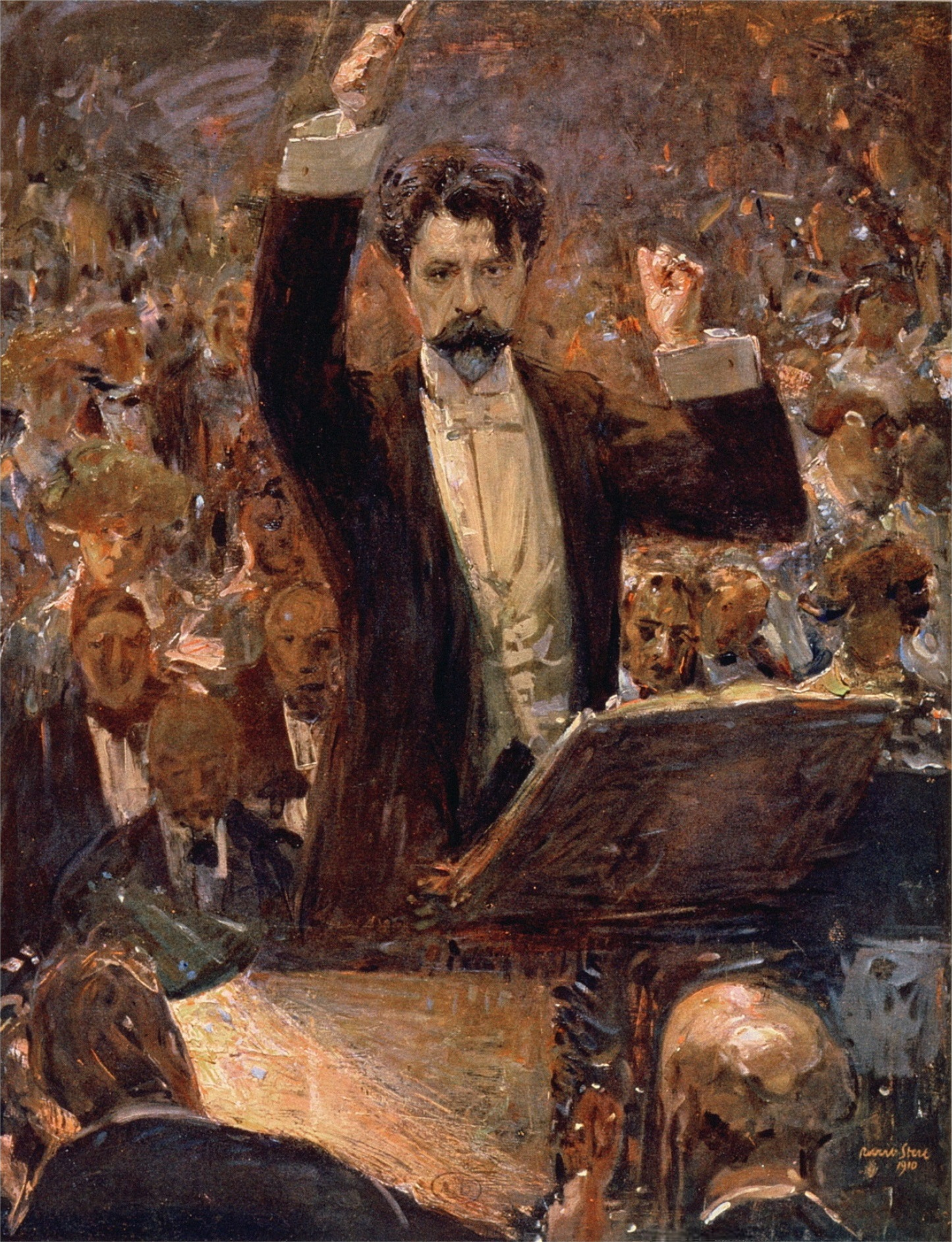
Arthur Nikisch dirigiert das Gewandhausorchester zu Leipzig, Gemälde von Robert Sterl (1910)
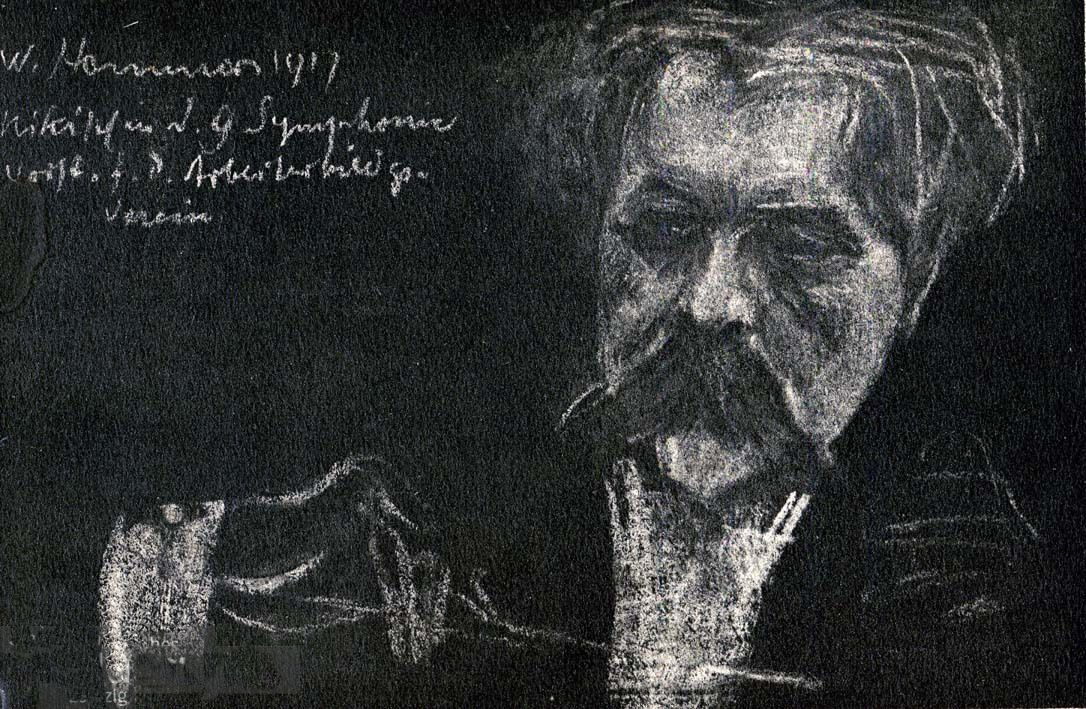
Julius Walter Hammer: Arthur Nikisch dirigiert die 9. Sinfonie im Sylvesterkonzert (1918/1919)

## Werke (Auswahl)
- Fantasie über Motive aus Victor Ernst Nesslers „Trompeter von Säkkingen“ für Sinfonieorchester OCLC 993035703
- Drei Lieder aus der Dichtung „Der wilde Jäger“, Text: Julius Wolff, Leipzig, 1904 OCLC 638492041 Im Grase taut's OCLC 497775034

## Ehrungen

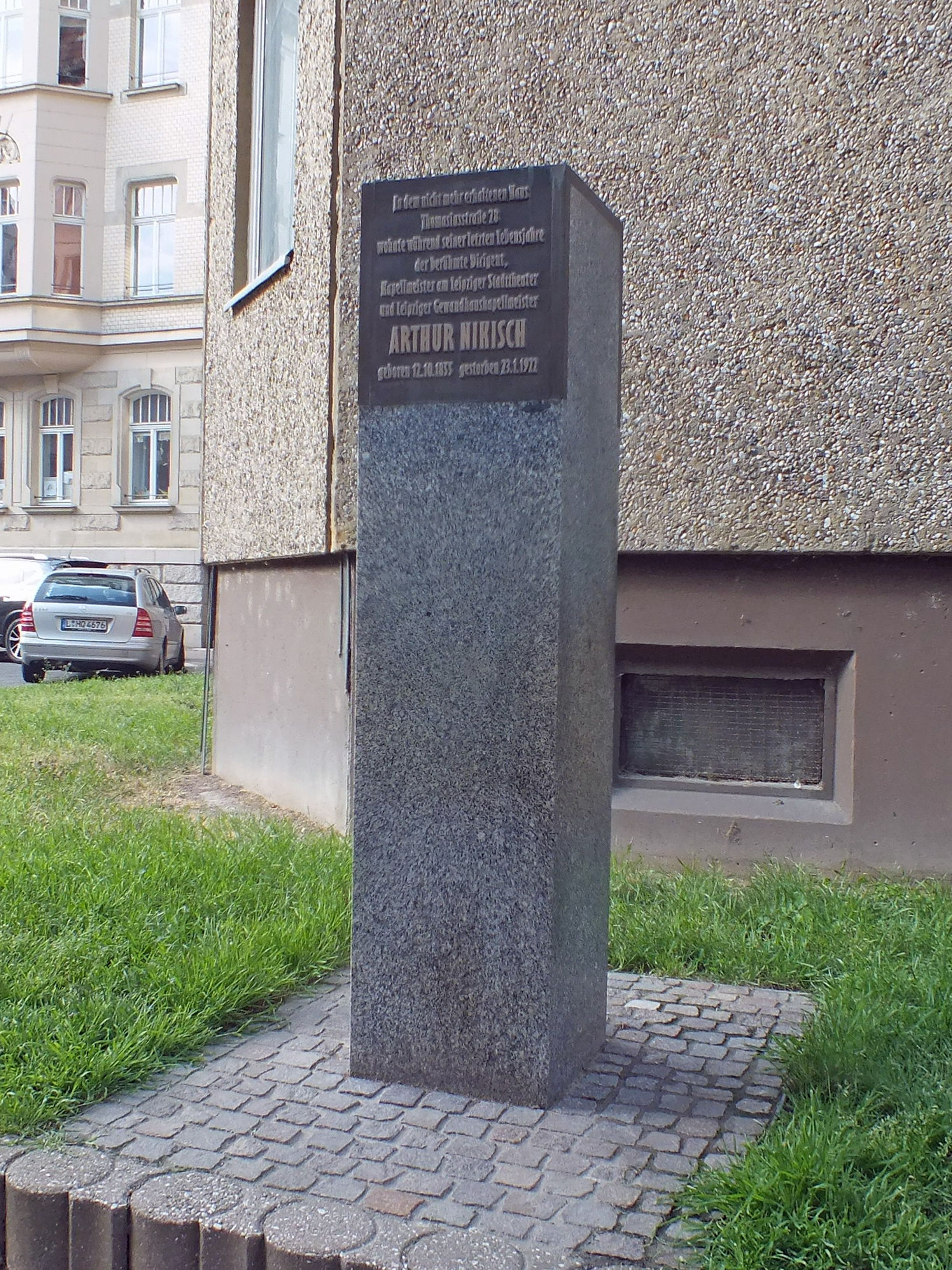
Nikisch-Gedenkstein in Leipzig (2020)

- 1920 erhielt Nikisch von der Universität Leipzig die Ehrendoktorwürde.[4]
- Kurz nach seinem Tod erhielt ein Platz in Leipzig, in dessen unmittelbarer Nähe (Thomasiusstraße 28) Nikisch zuletzt gewohnt hatte, den Namen Nikischplatz.[5]
- 1930 wurde am Hintereingang des Gewandhauses im Musikviertel eine Nikisch-Büste von Hugo Lederer enthüllt, die heute im Foyer des Neuen Gewandhauses steht.[6]
- 1935 wurde die Straße G 82 in Berlin-Grunewald anlässlich des 80. Geburtstages des Dirigenten Arthur Nikisch nach ihm benannt.
- 1952 wurde in Wien-Penzing (14. Bezirk) die Nikischgasse nach ihm benannt.
- 1957 wurde der Arthur-Nikisch-Preis gestiftet, der letztmals 1989 verliehen wurde.
- 1971 stiftete die Stadt Leipzig den Arthur-Nikisch-Preis für junge Dirigenten.
- 1997 wurde am Nikischplatz in Leipzig ein Arthur-Nikisch-Gedenkstein eingeweiht.[6]